# Chiesa di San Pietro Apostolo (Montemarciano)
La chiesa di San Pietro Apostolo è la parrocchiale di Montemarciano, in provincia di Ancona e diocesi di Senigallia; fa parte della vicaria di Chiaravalle.

## Storia
L'originaria pieve montemarcianese sorse nel XII secolo; nel 1578, con la distruzione della rocca dei Piccolomini da parte delle truppe di papa Gregorio XIII, i beni ivi contenuti vennero donati alla chiesa.
Verso la metà del XVIII secolo la chiesa di Santa Maria della Misericordia, che era ormai diventata insufficiente a soddisfare le esigenze della popolazione, fu demolita e nel 1750 iniziarono i lavori di costruzione della nuova parrocchiale, progettata da Carlo Marchionni; l'edificio, realizzato grazie ai finanziamenti dei notabili locali e del pontefice Benedetto XIV, venne terminato verso il 1770 ed elevato al rango di collegiata il 19 marzo 1773 da papa Clemente XIV.
La facciata della chiesa fu completata nel 1900 dall'ingegnere Attilio Bartozzi seguendo gli originali disegni settecenteschi.
L'evento sismico del 1972 arrecò diversi danni alla collegiata, che rimase chiusa culto durante lo svolgimento dei lavori di restauro e di ripristino, fino a che nel 1980 poté essere restituita ai fedeli; in quest'occasione si provvide ad adeguarla alle norme postconciliari, con la realizzazione dell'altare rivolto verso l'assemblea e dell'ambone.

## Descrizione

### Esterno
La facciata a salienti della chiesa, rivolta a sudest, è suddivisa da una cornice marcapiano in due registri, entrambi scanditi da lesene; quello inferiore, in stile dorico, presenta al centro il portale maggiore timpanato e ai lati gli ingressi secondari, sormontati da due nicchie ospitanti le statue di San Macario e di San Pietro, mentre quello superiore, d'ordine ionico e affiancato da volute, è caratterizzato da una finestra e coronato dal frontone triangolare.
Ai due fianchi della facciata, in posizione avanzata, sorgono i due campanili, le cui celle presentano su ogni lato una monofora.

### Interno
L'interno dell'edificio si compone di un'unica navata, sulla quale si affacciano le cappelle laterali tra loro comunicanti e le cui pareti sono scandite da lesene corinzie sorreggenti il cornicione aggettante sopra il quale si imposta la volta; al termine dell'aula si sviluppa il presbiterio, rialzato di alcuni gradini e chiuso dall'abside.
Qui sono conservate diverse opere di pregio, tra le quali la pala raffigurante i Santi Pietro e Giovanni con la famiglia Piccolomini in preghiera, attribuita a Federico Barocci, e il fonte battesimale in legno, costruito nel XVII secolo.